# Dokka (Halvorsen)
Dokka is een lied gecomponeerd door de Noorse componist Johan Halvorsen. Hij schreef muziek bij Dokka, een onderdeel van de Haugtussa van Arne Garborg. Het werk volgde direct op Gud signe Noregs land, waarvan ook al de tekst van Garborg was. De eerste uitvoering vond plaats op 9 januari 1896 in Bergen, alwaar Halvorsen zelf (soms) achter de piano zat.
Volgens de overlevering was het lied heet van de pers; het moest vanaf het manuscript uitgevoerd worden.
Een paar jaar later gebruikte Edvard Grieg dezelfde bron voor zijn liederencyclus Haugtussa.